# NGC 139
NGC 139 este o galaxie spirală barată situată în constelația Peștii. A fost descoperită în 29 august 1864 de către Albert Marth.